# Amanda Marshall (album)
Amanda Marshall is het debuutalbum van Amanda Marshall uit 1996. Het bevat zes Top 40 hits in Canada. In Nederland had ze er één (Beautiful goodbye).

## Singles van dit album
- Beautiful goodbye - NL #22
- Let it rain - NL #tip
- Dark horse
- Fall from grace
- Sitting on top of the world
- Birmingham